# سفينة الفضاء ياماتو 2199
سفينة الفضاء ياماتو 2199 (باليابانية: 宇宙戦艦ヤマト2199) هو أنمي خيال علمي عسكري ياباني صدر في عام 2012، وهو إعادة صناعة للسلسلة التلفزيونية نسور الفضاء التي أنشأها منتج الأفلام الياباني يوشينوبو نيشيزاكي في عام 1974. صدر لاحقا فلمان مستندان على السلسلة في عام 2014.

## القصة
كائنات فضائية من كوكب جاميلس تهاجم الأرض بقنابل إشعاعية تقوم بتحويل الكوكب الخصب إلى أرض قاحلة مما يدفع سكان الأرض إلى النزول تحت سطح الأرض. في عام 2199 يتواصل عرق من الكائنات الفضائية الصديقة من كوكب إسكندر مع سكان الأرض ويعطيهم مخطط لبناء سفينة حربية جبارة قادرة على استرجاع جهاز لتنظيف كوكب الأرض من الإشعاع قبل هلاك البشر.

## مؤدو الصوت

### طاقم ياماتو
- دايسكي أونو (الدور: سوسومو كوداي)
- هوكو كواشيما (الدور: يوكي موري)
- كينيتشي سزمرا
- تاكايوكي سغو
- أيا هيساكاوا
- أيا أتشيدا
- دايسكي هيراكاوا
- هوتشو أوتسكا
- هيروشي تسوتشيدا
- كيجي فجيوارا
- موغيهيتو
- ريه تاناكا
- رينا ساتو
- شيغرو تشيبا
- تيشو غندا
- توشيهيكو سكي
- أنشو إيشيزكا
- يوشيماسا هوسويا

### إمبراطورية جاميلس
- أكيو أوتسكا
- ماساشي هيروس
- كويتشي يامادرا
- جوجي ناكاتا
- يوسكي أكيموتو

### شخصيات أخرى
- ميتسورو مياموتو
- كيككو إينوي

## روابط خارجية
- سفينة الفضاء ياماتو 2199 على موقع IMDb (الإنجليزية)
- سفينة الفضاء ياماتو 2199 على موقع نتفليكس (الإنجليزية)
- سفينة الفضاء ياماتو 2199 على موقع كينوبويسك (الروسية)
- سفينة الفضاء ياماتو 2199 على موقع قاعدة بيانات الفيلم (الإنجليزية)
- سفينة الفضاء ياماتو 2199 على موقع ANN anime (الإنجليزية)